# Guatteria guianensis
Guatteria guianensis este o specie de plante angiosperme din genul Guatteria, familia Annonaceae. A fost descrisă pentru prima dată de Jean Baptiste Christophe Fusée Aublet, și a primit numele actual de la Robert Elias Fries. Conform Catalogue of Life specia Guatteria guianensis nu are subspecii cunoscute.